# Hebron (Nueva York)
Hebron es un municipio del condado de Washington, estado de Nueva York, Estados Unidos. Tiene una población estimada, a mediados de 2022, de 1783 habitantes.

## Geografía
El municipio está ubicado en las coordenadas 43°15′30″N 73°20′57″O / 43.25833, -73.34917 (43.258465, -73.349097).

## Demografía
Según el censo de 2000, en ese momento los ingresos medios de los hogares eran de $37,639 y los ingresos medios de las familias eran de $41,680. Los hombres tenían ingresos medios por $28,150 frente a los $22,315 que percibían las mujeres. Los ingresos per cápita eran de $18,113. Alrededor del 9.7% de la población estaba por debajo de la línea de pobreza.
De acuerdo con la estimación 2017-2021 de la Oficina del Censo, los ingresos medios de los hogares son de $60,875 y los ingresos medios de las familias son de $63,900. Alrededor del 16.6% de la población está por debajo de la línea de pobreza.